# Symbole solaire

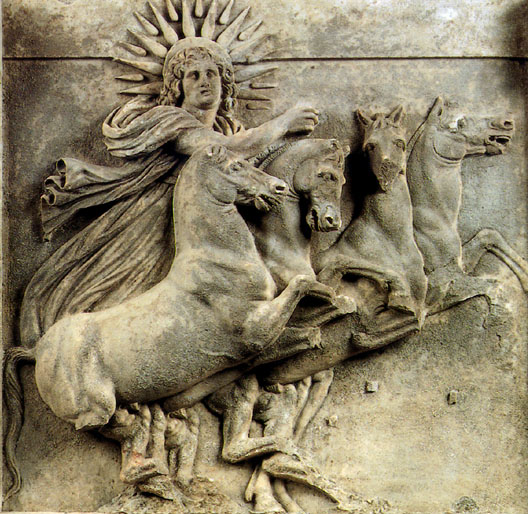
Hélios au halo rayonnant conduisant son char (Ilion,, musée de Pergame)

Un symbole solaire est un symbole représentant le Soleil. Les symboles solaires les plus courants sont les cercles (avec ou sans rayons), les croix et les spirales. Dans l'iconographie religieuse, les personnifications du Soleil ou les attributs solaires sont souvent symbolisé par un nimbe (auréole) ou une couronne radiée.
Au XIXe siècle, l'étude régulière de la mythologie comparée est devenue populaire, l'opinion érudite a eu tendance à interpréter énormément les mythes et l'iconographie historiques en termes de « symbolisme solaire ». Ce fut notamment le cas de Max Müller et de ses disciples à partir des années 1860 dans le cadre des études indo-européennes. De nombreux « symboles solaires » revendiqués au XIXe siècle, tels que la croix gammée, le triskèle, la croix solaire, etc., ont eu tendance à être interprétés de manière plus conservatrice par les chercheurs depuis la fin du XXe siècle.

## Disque solaire

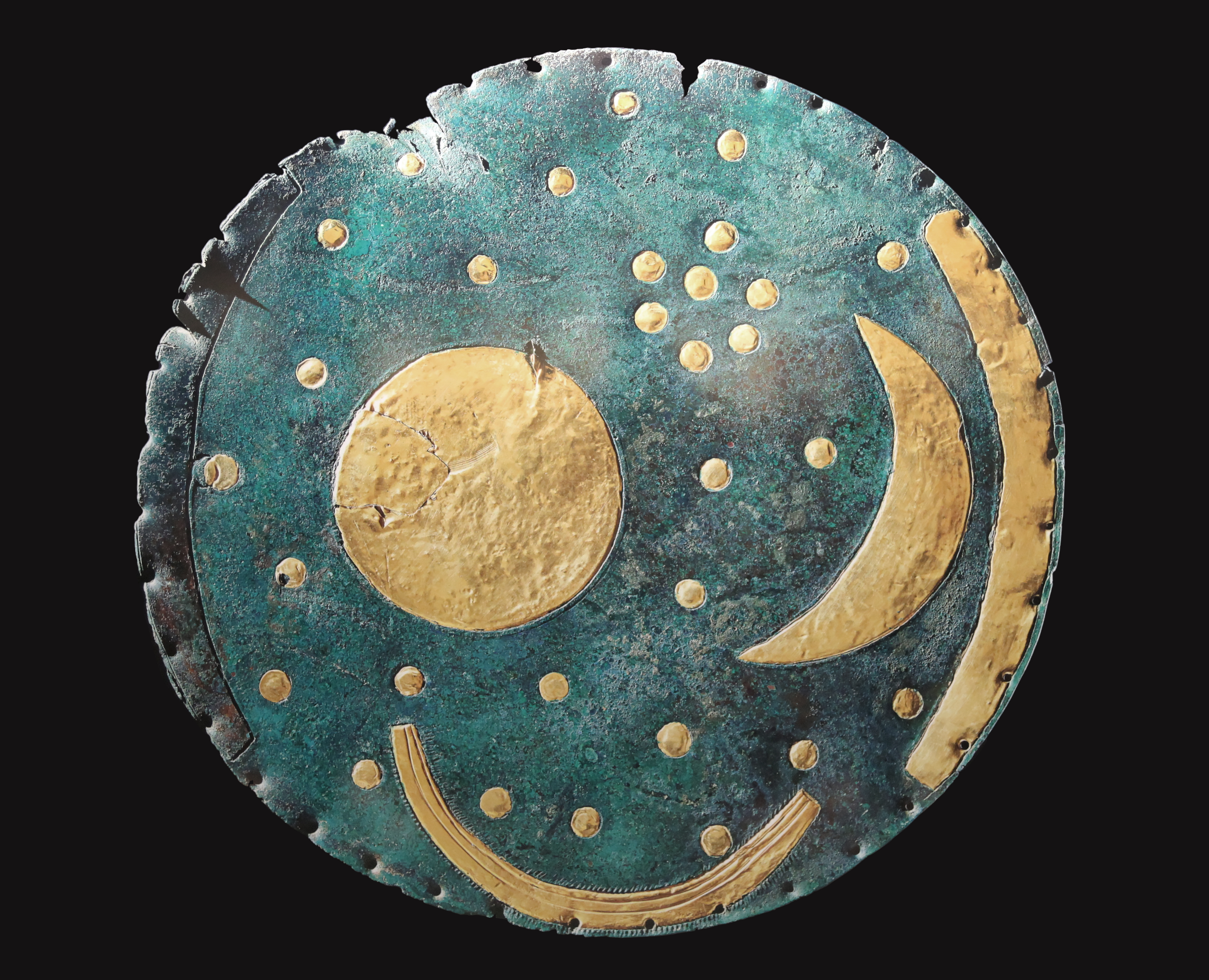
Le disque solaire, le croissant de lune et les étoiles tels qu'ils apparaissent sur le disque céleste de Nebra (vers 1600 av. J.-C.)

Le disque solaire circulaire est la norme de base de la plupart des symboles solaires.
Le disque peut être remplacé de plusieurs manières, notamment par l'ajout de rayons (par exemple à l'âge du bronze dans les représentations égyptiennes d'Aton) ou d'une croix. Dans l'ancien Proche-Orient, le disque solaire pouvait également être modifié par l'ajout de l'uræus (cobra cabré) qui symbolisait l’œil du soleil, et dans l'ancienne Mésopotamie, il était représenté avec des ailes.

### L'écriture de l'âge du bronze
Les hiéroglyphes égyptiens contiennent un grand nombre de symboles solaires en raison de la position centrale des divinités solaires (Ra, Horus, Aton, etc.) dans la religion de l'Égypte antique. Le logogramme principal du « Soleil » était une représentation du disque solaire dans l’antiquité. 
| N5 |

| N5 |

| N6 |

| N6 |

Les premières écritures chinoises, à commencer par l'écriture ossécaille (vers le XIIe siècle av. J.-C.), montre également le disque solaire avec un point central (analogue au hiéroglyphe égyptien) ; sous l'influence du pinceau d'écriture, ce caractère a évolué vers une forme carrée (日 moderne).

### Époque classique

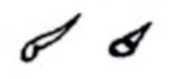
Le disque avec un rayon comme symbole du Soleil dans les manuscrits classiques tardifs et byzantins médiévaux

Dans le monde occidental (grec et européen), jusqu'au XVIe siècle apr. J.-C. environ, le symbole astrologique du Soleil était un disque à un seul rayon, (U+1F71A 🜚 ALCHEMICAL SYMBOL FOR GOLD). C'est la forme que l'on trouve, par exemple, dans le Compendium d'astrologie de Johannes Kamateros, datant du XIIe siècle apr. J.-C.

### Symbole astronomique
Le symbole astronomique moderne du Soleil, un point entouré (U+2609 ☉ SUN), a été utilisé pour la première fois à la Renaissance.

## Représentations rayonnées

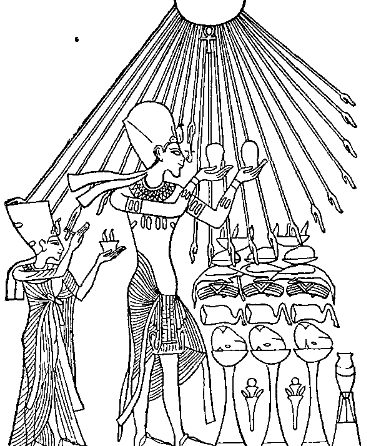
Akhenaton adorant Aton (dessin de 1903)

Une représentation artistique et symbolique fréquente du soleil est un disque circulaire d'où partent alternativement des rayons triangulaires et ondulés.

### Antiquité
L'ancienne « étoile de Shamash » mésopotamienne du dieu soleil akkadien était représentée, soit avec huit rayons ondulés, soit avec quatre rayons ondulés et quatre rayons triangulaires.
Le Soleil de Vergina (également connu sous le nom d'étoile de Macédoine ou d'étoile d'Argead) est un symbole solaire à rayons apparaissant dans l'art grec antique du VIe siècle av. J.-C. au IIe siècle av. J.-C.. Le Soleil de Vergina apparaît dans l'art sous diverses formes, avec seize, douze ou huit rayons triangulaires.
Le planisphère de Bianchini, réalisé au IIe siècle apr. J.-C., possède un cercle d'où partent des rayons.

### Soleil avec visage
La tradition iconographique consistant à représenter le Soleil avec des rayons et un visage humain s'est développée dans la tradition occidentale au haut Moyen Âge et s'est répandue à la Renaissance, rappelant le dieu Soleil (Sol/Helios) portant une couronne radiée dans l'Antiquité classique.

### Soleil radiant
Le soleil était l'insigne du roi Édouard III d'Angleterre, et est ainsi devenu la devise du héraut de Windsor.

### Pictogramme moderne

Pictogramme « temps clair » typique (rayons triangulaires)

De nos jours, le Soleil est parfois symbolisé par un pictogramme avec un cercle au centre et des rayons, souvent au nombre de huit (indiqués par des lignes droites ou des triangles; Symboles divers Unicode ☀ U+2600 ; ☼ U+263C). Dans ce cas, il indique un « temps clair » dans les prévisions météorologiques, à l'origine dans les prévisions télévisées des années 1970. Le bloc Symboles et pictogrammes divers Unicode 6.0 (octobre 2010) a introduit un autre ensemble de pictogrammes météorologiques, notamment «soleil blanc» sans rayons 1F323 🌣, ainsi que « soleil avec visage » U+1F31E 🌞︎︎.
Deux pictogrammes représentant le soleil avec des rayons sont utilisés pour représenter les réglages de luminance dans les dispositifs d'affichage. Ils sont encodés dans Unicode depuis la version 6.0 dans le bloc des symboles et pictogrammes divers sous U+1505 en tant que « symbole de faible luminosité » (🔅) et U+1F506 en tant que « symbole de forte luminosité » (🔆).

## Croix
La « croix solaire » ou « croix de roue » (🜨) est souvent considérée comme représentant les quatre saisons et l'année tropicale, et donc le Soleil. Dans les religions de la préhistoire de l'âge du bronze en Europe, des croix dans des cercles apparaissent fréquemment sur des objets identifiés comme des objets de culte. Le Musée national du Danemark possède un exemple de l'âge du bronze danois avec l'« étalon miniature » dont l'incrustation d'ambre révèle une forme de croix lorsqu'on le tient à contre-jour. Le symbole de l'âge du bronze a également été associé à la roue de char à rayons, qui à l'époque était à quatre rayons (comparer l'idéogramme linéaire B 243 « roue » 𐃏</link> ). Dans le contexte d'une culture qui célébrait le char solaire, la roue peut donc avoir eu une connotation solaire (cf. le char solaire de Trundholm).
Le symbole Arevakhach (« croix solaire ») que l'on trouve souvent sur les stèles commémoratives arméniennes est revendiqué comme un ancien symbole solaire arménien de l'éternité et de la lumière.
Dans la religion sami, certains tambours chamaniques portent le symbole solaire sami de Beaivi qui ressemble à une croix solaire.
La svastika est depuis longtemps un symbole de bonne fortune dans les cultures eurasiennes: son appropriation par le parti nazi de 1920 à 1945 n’est qu’un bref moment de son histoire. Il peut être dérivé de la croix solaire et constitue un autre symbole solaire dans certains contextes. Il est utilisé par les bouddhistes (manji), les jaïns et les hindous, ainsi que par de nombreuses autres cultures, bien qu'il ne s'agisse pas nécessairement d'un symbole solaire.
Le « Soleil noir » (allemand : Schwarze Sonne) est une « roue solaire » présentant une symétrie de rotation à douze niveaux. Ce motif a été incorporé sous forme de mosaïque dans un sol du château de Wewelsburg pendant l'ère nazie et pourrait avoir été inspiré par des motifs alémaniques de l'âge du fer ressemblant à des svastika dans les Zierscheiben de la période des migrations. Il a été adopté par des groupes satanistes modernes et par des néo-nazis.

Dans le néopaganisme slave, le « Kolovrat », ou en polonais Słoneczko, représente le Soleil.
|                 |
| Croix du soleil |

|            |
| Triskelion |

| |
| Croix solaire en forme de svastika, symbole officiel du Mouvement de la foi allemande (1934 – 1945) |

|                           |
| Slavic Kolovrat/Słoneczko |

|                          |
| Soleil noir, Dessin nazi |

## Drapeaux et emblèmes modernes
Parmi les insignes officiels comportant des symboles solaires rayonnés, on peut citer le drapeau de l'Uruguay, le drapeau de Kiribati, certaines versions du drapeau de l'Argentine, l'insigne de casquette des forces de défense irlandaises et les armoiries de l'Irak pour la période 1959-1965.
Les représentations du soleil sur les drapeaux de la Republique of China (Taiwan), du Kazakhstan, du Kurdistan, de l'État brésilien de Pernambuco, et du Nepal ne comportent que des rayons droits (triangulaires) ; celui du Kyrgyzstan ne comporte que des rayons courbes; tandis que celui des Philippines comporte de courts rayons divergents groupés par trois.
Il y a une autre forme rayonnante du soleil qui présente de simples lignes radiales divisant le fond en deux couleurs, comme dans les drapeaux militaires du Japon et le drapeau de la Macédoine du Nord, ainsi que dans les parties supérieures des drapeaux du Tibet et de l'Arizona.

Le drapeau du Nouveau-Mexique reprend le symbole solaire Zia comportant quatre groupes de quatre rayons parallèles émanant symétriquement d'un cercle central.
|                        |
| Drapeau de l'Argentine |

|                            |
| Drapeau de l'Arizona (USA) |

|                                            |
| Drapeau de la République de Chine (Taiwan) |

|                                                       |
| Drapeau de la Force d'autodéfense terrestre japonaise |

|                       |
| Drapeau du Kazakhstan |

|                     |
| Drapeau du Kiribati |

|                      |
| Drapeau du Kurdistan |

|                  |
| Drapeau du Népal |

|                                  |
| Drapeau du Nouveau Mexique (USA) |

|                                 |
| Drapeau de la Macédoine du Nord |

|                         |
| Drapeau des Philippines |

|                  |
| Drapeau du Tibet |

|                      |
| Drapeau de l'Uruguay |

|                                |
| Drapeau du Pernambouc (Brézil) |

## Points de code en Unicode
- - U+2609 ☉ SOLEIL
  - U+2600 ☀ SOLEIL NOIR AVEC RAYONS (Un terme plus précis pourrait être « couleur unie ». La couleur réelle est un choix d'implémentation, par exemple ☀, ☀.)
  - U+263C ☼ SOLEIL BLANC AVEC RAYONS (Un terme plus précis pourrait être celui de « contour ». La couleur réelle est un choix de mise en œuvre.)
  - U+1F728 🜨 SYMBOLE ALCHIMIQUE DU VERT-DE-GRIS
  - U+1F323 🌣 SOLEIL BLANC (Un terme plus précis pourrait être celui de « contour ». La couleur réelle est un choix de mise en œuvre.)
  - U+1F31E 🌞 SOLEIL AVEC VISAGE
  - U+1F506 🔆 SYMBOLE DE HAUTE LUMINOSITÉ
  - U+1F71A 🜚SYMBOLE ALCHIMIQUE DE L'OR
  - U+2F47 ⽇ SOLEIL RADICAL DU KANGXI
  - U+131F4 𓇴 HIÉROGLYPHE ÉGYPTIEN N006
  - U+2299 ⊙ OPÉRATEUR DE POINT ENCERCLÉ